# Plutrio
plutrio（プルトリオ）は、日本のアコースティック・ミュージックのユニット。

## 概要
2006年に、ファンクロックバンド東部警察のギタリストである大澤直樹をリーダーに、クラシック音楽の演奏活動と同時にスタジオ・ミュージシャン活動もしているヴァイオリンの佐藤利奈（愛称：メロン）と、チェロの大西彩子（愛称：チャンサイ）により結成された。ユニット名は、同年に準惑星と定義し直された冥王星（Pluto）とトリオ（Trio）の複合による造語である。
主に大澤直樹によるオリジナルを中心に、伝統的なブラジル音楽のショーロや映画音楽などをレパートリーとして、アコースティックの響きを生かした繊細なヒーリング・ミュージック系の音楽を得意とする。ライブでは、ベースやパーカッション、ヴォーカルなどを加えたトリオ以外の形態でのパフォーマンスも多い。
NHK「趣味の園芸」「こんなにステキなにっぽんが」、テレビ朝日「人生の楽園」BS日テレ「絶景世界自然」など多数の番組で楽曲が使用されている。

## ディスコグラフィー
オリジナル・アルバム
- 2008年 Life (インディーズ)[4]
- 2010年 The map & compasses (インディーズ)[5]
- 2013年 usual miracles (インディーズ)[4]

参加アルバム
- 2007年 THE BEST OF BOSSA COVERS~青春ロック~（GATE RECORDS。COVER LOVER PROJECTシリーズ6作目）
- 2007年 TOKYO BOSSA NOVA～aqua～（Happiness Records。オムニバスアルバム）

## 主な参加プロジェクト
- 恵比寿ガーデンプレイスクリスマススペシャルライブイベント
- バレンタインスイーツイベント
- 六本木ヒルズビールデンバー
- アークヒルズローズフェスティバル
- モザイク銀座阪急アニバーサリーパーティ・ウェブゲストライブ